# Campeonato Europeo de Baloncesto Masculino de 1967
La edición XV del Campeonato Europeo de Baloncesto se celebró en Finlandia del 28 de septiembre al 8 de octubre de 1967. El torneo se disputó en dos sedes: Helsinki y Tampere y contó con la participación de 16 selecciones nacionales.
La medalla de oro fue para la selección de la Unión Soviética, que se impuso en la final a Checoslovaquia por 89 a 77. La medalla de bronce fue para la selección de Polonia.

## Grupos
Los dieciséis equipos participantes fueron divididos en dos grupos de la forma siguiente:
| Grupo 1        | Grupo 2          |
| -------------- | ---------------- |
| Bélgica        | Bulgaria         |
| Finlandia      | Alemania Federal |
| Yugoslavia     | Francia          |
| Países Bajos   | Grecia           |
| Polonia        | Israel           |
| Rumania        | Italia           |
| España         | Unión Soviética  |
| Checoslovaquia | Hungría          |

## Primera fase

### Grupo 1
| Equipo         | J | G | P | T+  | T-  | DT   | PTS |
| -------------- | - | - | - | --- | --- | ---- | --- |
| Checoslovaquia | 7 | 6 | 1 | 550 | 451 | +99  | 13  |
| Polonia        | 7 | 6 | 1 | 554 | 485 | +69  | 13  |
| Finlandia      | 7 | 5 | 2 | 479 | 449 | +30  | 12  |
| Rumania        | 7 | 4 | 3 | 483 | 497 | -14  | 11  |
| Yugoslavia     | 7 | 4 | 3 | 523 | 457 | +66  | 11  |
| España         | 7 | 2 | 5 | 526 | 579 | -53  | 9   |
| Bélgica        | 7 | 1 | 6 | 500 | 581 | -81  | 8   |
| Países Bajos   | 7 | 0 | 7 | 454 | 570 | -116 | 7   |

| Fecha    | Partido      | Partido | Partido        | Resultado |
| -------- | ------------ | ------- | -------------- | --------- |
| 28.09.67 | España       | -       | Rumania        | 85-88     |
| 28.09.67 | Finlandia    | -       | Países Bajos   | 83-70     |
| 28.09.67 | Polonia      | -       | Checoslovaquia | 75-90     |
| 28.09.67 | Yugoslavia   | -       | Bélgica        | 73-66     |
| 29.09.67 | España       | -       | Polonia        | 71-88     |
| 29.09.67 | Finlandia    | -       | Rumania        | 57-51     |
| 29.09.67 | Bélgica      | -       | Países Bajos   | 82-70     |
| 29.09.67 | Yugoslavia   | -       | Checoslovaquia | 66-74     |
| 30.09.67 | España       | -       | Checoslovaquia | 65-98     |
| 30.09.67 | Finlandia    | -       | Polonia        | 68-80     |
| 30.09.67 | Bélgica      | -       | Rumania        | 74-77     |
| 30.09.67 | Países Bajos | -       | Yugoslavia     | 46-96     |
| 01.10.67 | España       | -       | Yugoslavia     | 68-82     |
| 01.10.67 | Finlandia    | -       | Checoslovaquia | 54-49     |
| 01.10.67 | Bélgica      | -       | Polonia        | 68-98     |
| 01.10.67 | Países Bajos | -       | Rumania        | 64-83     |
| 03.10.67 | Finlandia    | -       | España         | 76-69     |
| 03.10.67 | Rumania      | -       | Yugoslavia     | 75-73     |
| 03.10.67 | Países Bajos | -       | Polonia        | 65-69     |
| 03.10.67 | Bélgica      | -       | Checoslovaquia | 72-92     |
| 04.10.67 | Bélgica      | -       | España         | 76-89     |
| 04.10.67 | Polonia      | -       | Rumania        | 75-58     |
| 04.10.67 | Finlandia    | -       | Yugoslavia     | 59-68     |
| 04.10.67 | Países Bajos | -       | Checoslovaquia | 68-78     |
| 05.10.67 | España       | -       | Países Bajos   | 79-71     |
| 05.10.67 | Finlandia    | -       | Bélgica        | 82-62     |
| 05.10.67 | Yugoslavia   | -       | Polonia        | 65-69     |
| 05.10.67 | Rumania      | -       | Checoslovaquia | 51-69     |

Todos los encuentros se disputaron en Helsinki.

### Grupo 2
| Equipo              | J | G | P | T+  | T-  | DT   | PTS |
| ------------------- | - | - | - | --- | --- | ---- | --- |
| Unión Soviética     | 7 | 7 | 0 | 640 | 431 | +209 | 14  |
| Bulgaria            | 7 | 4 | 3 | 475 | 473 | +2   | 11  |
| Italia              | 7 | 4 | 3 | 490 | 480 | +10  | 11  |
| Israel              | 7 | 4 | 3 | 493 | 513 | -20  | 11  |
| Grecia              | 7 | 3 | 4 | 449 | 509 | -60  | 10  |
| Francia             | 7 | 3 | 4 | 422 | 480 | -58  | 10  |
| Hungría             | 7 | 2 | 5 | 418 | 464 | -46  | 9   |
| Alemania Occidental | 7 | 1 | 6 | 435 | 472 | -37  | 8   |

| Fecha    | Partido             | Partido | Partido             | Resultado |
| -------- | ------------------- | ------- | ------------------- | --------- |
| 28.09.67 | Italia              | -       | Alemania Occidental | 64-55     |
| 28.09.67 | Bulgaria            | -       | Hungría             | 66-58     |
| 28.09.67 | Israel              | -       | Unión Soviética     | 65-93     |
| 28.09.67 | Grecia              | -       | Francia             | 78-69     |
| 29.09.67 | Bulgaria            | -       | Grecia              | 64-66     |
| 29.09.67 | Israel              | -       | Hungría             | 60-56     |
| 29.09.67 | Alemania Occidental | -       | Unión Soviética     | 67-83     |
| 29.09.67 | Italia              | -       | Francia             | 47-42     |
| 30.09.67 | Israel              | -       | Grecia              | 91-81     |
| 30.09.67 | Unión Soviética     | -       | Hungría             | 85-54     |
| 30.09.67 | Alemania Occidental | -       | Francia             | 56-68     |
| 30.09.67 | Bulgaria            | -       | Italia              | 73-71     |
| 01.10.67 | Grecia              | -       | Hungría             | 69-60     |
| 01.10.67 | Unión Soviética     | -       | Francia             | 108-52    |
| 01.10.67 | Israel              | -       | Italia              | 67-70     |
| 01.10.67 | Bulgaria            | -       | Alemania Occidental | 68-66     |
| 03.10.67 | Rusia               | -       | Grecia              | 82-41     |
| 03.10.67 | Israel              | -       | Alemania Occidental | 74-67     |
| 03.10.67 | Bulgaria            | -       | Francia             | 65-67     |
| 03.10.67 | Italia              | -       | Hungría             | 73-80     |
| 04.10.67 | Israel              | -       | Francia             | 75-68     |
| 04.10.67 | Italia              | -       | Grecia              | 74-58     |
| 04.10.67 | Unión Soviética     | -       | Bulgaria            | 84-61     |
| 04.10.67 | Alemania Occidental | -       | Hungría             | 55-59     |
| 05.10.67 | Francia             | -       | Hungría             | 56-51     |
| 05.10.67 | Bulgaria            | -       | Israel              | 78-61     |
| 05.10.67 | Alemania Occidental | -       | Grecia              | 69-56     |
| 05.10.67 | Italia              | -       | Unión Soviética     | 91-105    |

Todos los encuentros se disputaron en Tampere.

## Fase final

### Puestos del 1 al 4
|  | Puestos del 1 al 4 | Puestos del 1 al 4 |    |          | Final                  | Final |  |
|  |                    |                    |    |          |                        |       |  |
|  |                    |                    |    |          |                        |       |  |
|  |                    |                    |    |          |                        |       |  |
|  | Checoslovaquia     | 82                 |    |          |                        |       |  |
|  | Bulgaria           | 79                 |    |          |                        |       |  |
|  |                    |                    |    |          |                        |       |  |
|  |                    |                    |    |          |                        |       |  |
|  |                    |                    |    |          | Checoslovaquia         | 77    |  |
|  |                    | Unión Soviética    | 89 |          |                        |       |  |
|  |                    |                    |    |          |                        |       |  |
|  |                    |                    |    |          |                        |       |  |
|  |                    |                    |    |          | Tercer y cuarto puesto |       |  |
|  |                    |                    |    |          |                        |       |  |
|  | Unión Soviética    | 108                |    | Bulgaria | 76                     |       |  |
|  | Polonia            | 68                 |    |          | Polonia                | 80    |  |

### Puestos del 5 al 8
|  | Puestos del 5 al 8 | Puestos del 5 al 8 |    |        | Puesto 5  | Puesto 5 |  |
|  |                    |                    |    |        |           |          |  |
|  |                    |                    |    |        |           |          |  |
|  |                    |                    |    |        |           |          |  |
|  | Finlandia          | 73                 |    |        |           |          |  |
|  | Israel             | 60                 |    |        |           |          |  |
|  |                    |                    |    |        |           |          |  |
|  |                    |                    |    |        |           |          |  |
|  |                    |                    |    |        | Finlandia | 64       |  |
|  |                    | Rumania            | 71 |        |           |          |  |
|  |                    |                    |    |        |           |          |  |
|  |                    |                    |    |        |           |          |  |
|  |                    |                    |    |        | Puesto 7  |          |  |
|  |                    |                    |    |        |           |          |  |
|  | Italia             | 57                 |    | Israel | 72        |          |  |
|  | Rumania            | 63                 |    |        | Italia    | 74       |  |

### Puestos del 9 al 12
|  | Puestos del 9 al 12 | Puestos del 9 al 12 |    |         | Puesto 9   | Puesto 9 |  |
|  |                     |                     |    |         |            |          |  |
|  |                     |                     |    |         |            |          |  |
|  |                     |                     |    |         |            |          |  |
|  | Yugoslavia          | 75                  |    |         |            |          |  |
|  | Francia             | 69                  |    |         |            |          |  |
|  |                     |                     |    |         |            |          |  |
|  |                     |                     |    |         |            |          |  |
|  |                     |                     |    |         | Yugoslavia | 101      |  |
|  |                     | España              | 73 |         |            |          |  |
|  |                     |                     |    |         |            |          |  |
|  |                     |                     |    |         |            |          |  |
|  |                     |                     |    |         | Puesto 11  |          |  |
|  |                     |                     |    |         |            |          |  |
|  | Grecia              | 95                  |    | Francia | 74         |          |  |
|  | España              | 99                  |    |         | Grecia     | 69       |  |

### Puestos del 13 al 16
|  | Puestos del 13 al 16 | Puestos del 13 al 16 |    |         | Puesto 13           | Puesto 13 |  |
|  |                      |                      |    |         |                     |           |  |
|  |                      |                      |    |         |                     |           |  |
|  |                      |                      |    |         |                     |           |  |
|  | Bélgica              | 63                   |    |         |                     |           |  |
|  | Alemania Occidental  | 78                   |    |         |                     |           |  |
|  |                      |                      |    |         |                     |           |  |
|  |                      |                      |    |         |                     |           |  |
|  |                      |                      |    |         | Alemania Occidental | 62        |  |
|  |                      | Hungría              | 78 |         |                     |           |  |
|  |                      |                      |    |         |                     |           |  |
|  |                      |                      |    |         |                     |           |  |
|  |                      |                      |    |         | Puesto 15           |           |  |
|  |                      |                      |    |         |                     |           |  |
|  | Hungría              | 76                   |    | Bélgica | 92                  |           |  |
|  | Países Bajos         | 71                   |    |         | Países Bajos        | 77        |  |

### Puestos del 13º al 16º
| Fecha    | Partido | Partido | Partido             | Resultado |
| -------- | ------- | ------- | ------------------- | --------- |
| 07.10.67 | Bélgica | -       | Alemania Occidental | 63-78     |
| 07.10.67 | Hungría | -       | Países Bajos        | 76-71     |

### Puestos del 9º al 12º
| Fecha    | Partido    | Partido | Partido | Resultado |
| -------- | ---------- | ------- | ------- | --------- |
| 07.10.67 | Yugoslavia | -       | Francia | 75-69     |
| 07.10.67 | Grecia     | -       | España  | 95-99     |

### Puestos del 5º al 8º
| Fecha    | Partido   | Partido | Partido | Resultado |
| -------- | --------- | ------- | ------- | --------- |
| 07.10.67 | Finlandia | -       | Israel  | 73-60     |
| 07.10.67 | Italia    | -       | Rumania | 57-63     |

### Semifinales
| Fecha    | Partido         | Partido | Partido  | Resultado |
| -------- | --------------- | ------- | -------- | --------- |
| 07.10.67 | Checoslovaquia  | -       | Bulgaria | 82-79     |
| 07.10.67 | Unión Soviética | -       | Polonia  | 108-68    |

### Decimoquinto puesto
| Fecha    | Partido | Partido | Partido      | Resultado |
| -------- | ------- | ------- | ------------ | --------- |
| 08.10.67 | Bélgica | -       | Países Bajos | 92-77     |

### Decimotercer puesto
| Fecha    | Partido             | Partido | Partido | Resultado |
| -------- | ------------------- | ------- | ------- | --------- |
| 08.10.67 | Alemania Occidental | -       | Hungría | 62-78     |

### Undécimo puesto
| Fecha    | Partido | Partido | Partido | Resultado |
| -------- | ------- | ------- | ------- | --------- |
| 08.10.67 | Francia | -       | Grecia  | 74-69     |

### Noveno puesto
| Fecha    | Partido    | Partido | Partido | Resultado |
| -------- | ---------- | ------- | ------- | --------- |
| 08.10.67 | Yugoslavia | -       | España  | 101-73    |

### Séptimo puesto
| Fecha    | Partido | Partido | Partido | Resultado |
| -------- | ------- | ------- | ------- | --------- |
| 08.10.67 | Israel  | -       | Italia  | 72-74     |

### Quinto puesto
| Fecha    | Partido   | Partido | Partido | Resultado |
| -------- | --------- | ------- | ------- | --------- |
| 08.10.67 | Finlandia | -       | Rumania | 64-71     |

### Tercer puesto
| Fecha    | Partido  | Partido | Partido | Resultado |
| -------- | -------- | ------- | ------- | --------- |
| 08.10.67 | Bulgaria | -       | Polonia | 76-80     |

### Final
| Fecha    | Partido        | Partido | Partido         | Resultado |
| -------- | -------------- | ------- | --------------- | --------- |
| 08.10.67 | Checoslovaquia | -       | Unión Soviética | 77-89     |

## Medallero
|                 |                |         |
| Unión Soviética | Checoslovaquia | Polonia |

## Clasificación final
| 1. - Unión Soviética   |
| 2. - Checoslovaquia    |
| 3. - Polonia           |
| 4. - Bulgaria          |
| 5. - Rumania           |
| 6. - Finlandia         |
| 7. - Italia            |
| 8. - Israel            |
| 9. - Yugoslavia        |
| 10. - España           |
| 11. - Francia          |
| 12. - Grecia           |
| 13. - Hungría          |
| 14. - Alemania Federal |
| 15. - Bélgica          |
| 16. - Países Bajos     |

## Trofeos individuales

### Mejor jugadorMVP
- Jiří Zedníček

### Equipo ideal del torneo
- Mieczyslaw Lopatka
- Modestas Paulauskas
- Jorma Pilkevaara
- Anatoli Polivoda
- Emiliano Rodríguez

## Plantilla de los 4 primeros clasificados
1.Unión Soviética: Serguéi Belov, Modestas Paulauskas, Gennadi Volnov, Jaak Lipso, Anatoly Polivoda, Priit Tomson, Tonno Lepmets, Alzhan Zharmukhamedov, Vladimir Andreev, Zurab Sakandelidze, Yuri Selikhov, Anatoli Krikun (Entrenador: Alexander Gomelsky)
2.Checoslovaquia: Jiri Zidek Sr., Jiří Zedníček, Jiri Ammer, Vladimir Pistelak, Frantisek Konvicka, Bohumil Tomasek, Robert Mifka, Jiri Ruzicka, Jan Bobrovsky, Karel Baroch, Jiri Marek, Celestyn Mrazek (Entrenador: Vladimir Heger)
3.Polonia: Mieczyslaw Lopatka, Bohdan Likszo, Wlodzimierz Trams, Grzegorz Korcz, Bolesław Kwiatkowski, Miroslaw Kuczynski, Czesław Malec, Henryk Cegielski, Maciej Chojnacki, Waldemar Kozak, Kazimierz Frelkiewicz, Zbigniew Dregier (Entrenador: Witold Zagorski)
4.Bulgaria: Mincho Dimov, Ivan Vodenicharski, Cvjatko Barchovski, Georgi Khristov, Emil Mikhajlov, Slavejko Rajchev, Pando Pandov, Khristo Dojchinov, Georgi Genev, Boris Krastev, Temelaki Dimitrov, Bojcho Branzov (Entrenador: Kiril Khajtov)